# برهان سونميز
برهان سونميز (بالتركية: Burhan Sönmez)‏ (مواليد 1965)، هو كاتب تركي مرموق فاز بالعديد من الجوائز الأدبية.
ولد برهان سونميز في هايمانا عام 1965م. تعلَّم في صغره التركية والكردية، بعد تخرجه من كلية الحقوق بجامعة إسطنبول، عمل محامياً لفترة من الوقت. وكان أحد مؤسسي «TAKSAV» (مؤسسة الدراسات الاجتماعية والثقافة والفن). نُشرت مقالاته في صحف مثل «BirGün » و «L'Unita» وفي مجلات مثل «Birikim» و «Notos». شارك في لجنة تحكيم جائزة «Cevdet Kudret Literature» لعام 2014. وهو عضو في مجلس القلم الدولي. وهو يعيش حاليا في إسطنبول وكامبردج. وهو الآن يقوم بتدريس مادة الأدب والرواية بجامعة الشرق الأوسط.
فازت روايته “الخطايا البريئة” بجائزة “سيدات سيمافي” الأدبية، وهي من أكثر الجوائز الأدبية أهمية بتركيا، ورُشحت الرواية كذلك لجائزة “رايتينج فور لاف” في إيطاليا عام 2014.
نُشرت رواياته في أكثر من عشرين دولة، مثل فرنسا عن دار النشر الفرنسية الشهيرة «جاليمار»، وفي الولايات المتحدة الأمريكية عن دار نشر «أور»، وفي ألمانيا عن دار نشر «راندوم هاوس»، وفي الدنمارك عن دار نشر «توربين»، وفي إيطاليا عن «نوتتيمبو»، وفي دول عديدة أخرى.

## من مؤلفاته
- رواية: “شَمال” (نُشرت عام 2009).
- رواية: “الخطايا البريئة” (نُشرت عام 2011).
- رواية: “إسطنبول إسطنبول” (نُشرت عام 2015).

## وصلات خارجية
- الموقع الرسمي